# 掘り上げ田

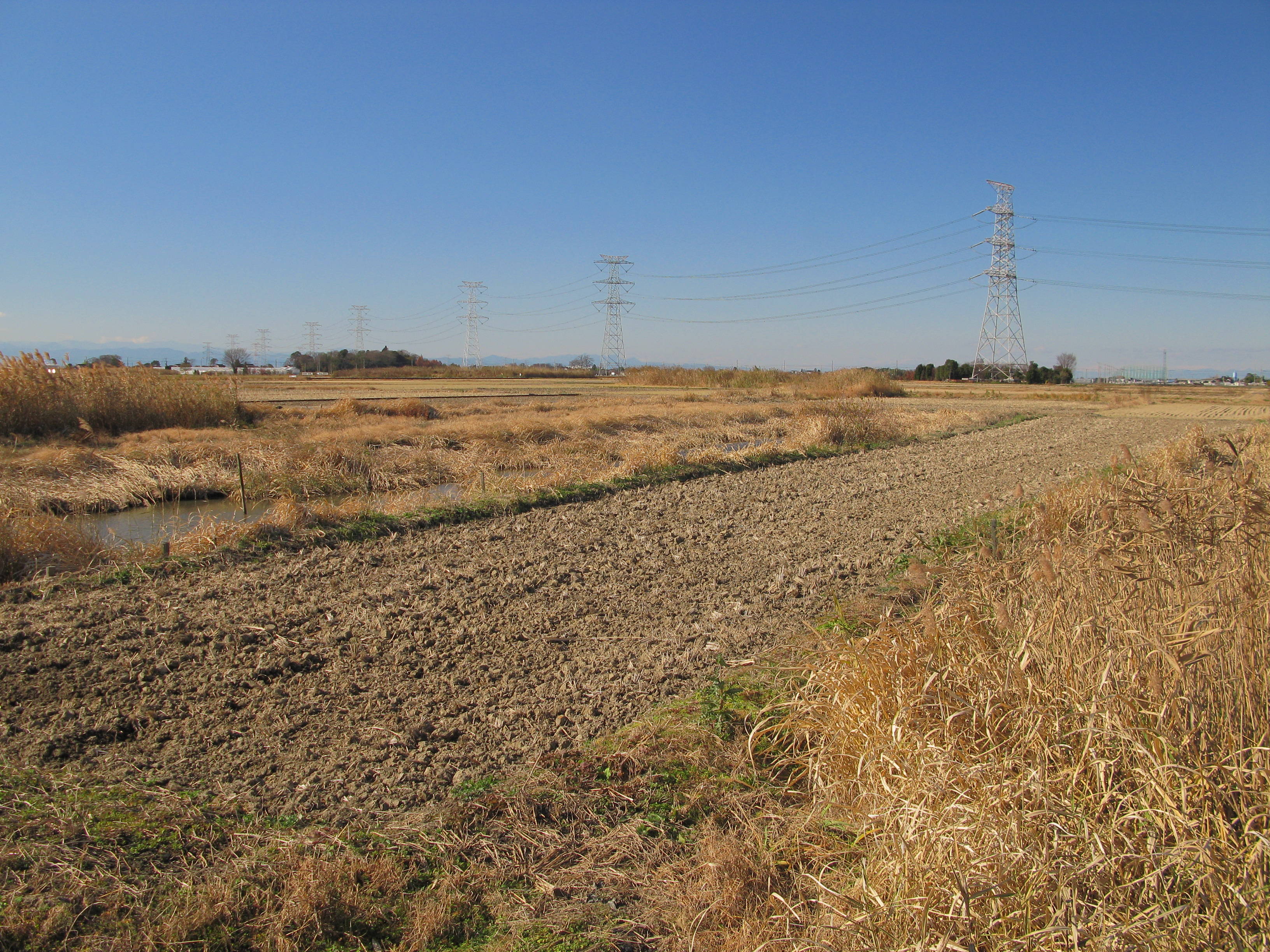
加須市北辻地区の北辻沼に今も残る掘り上げ田

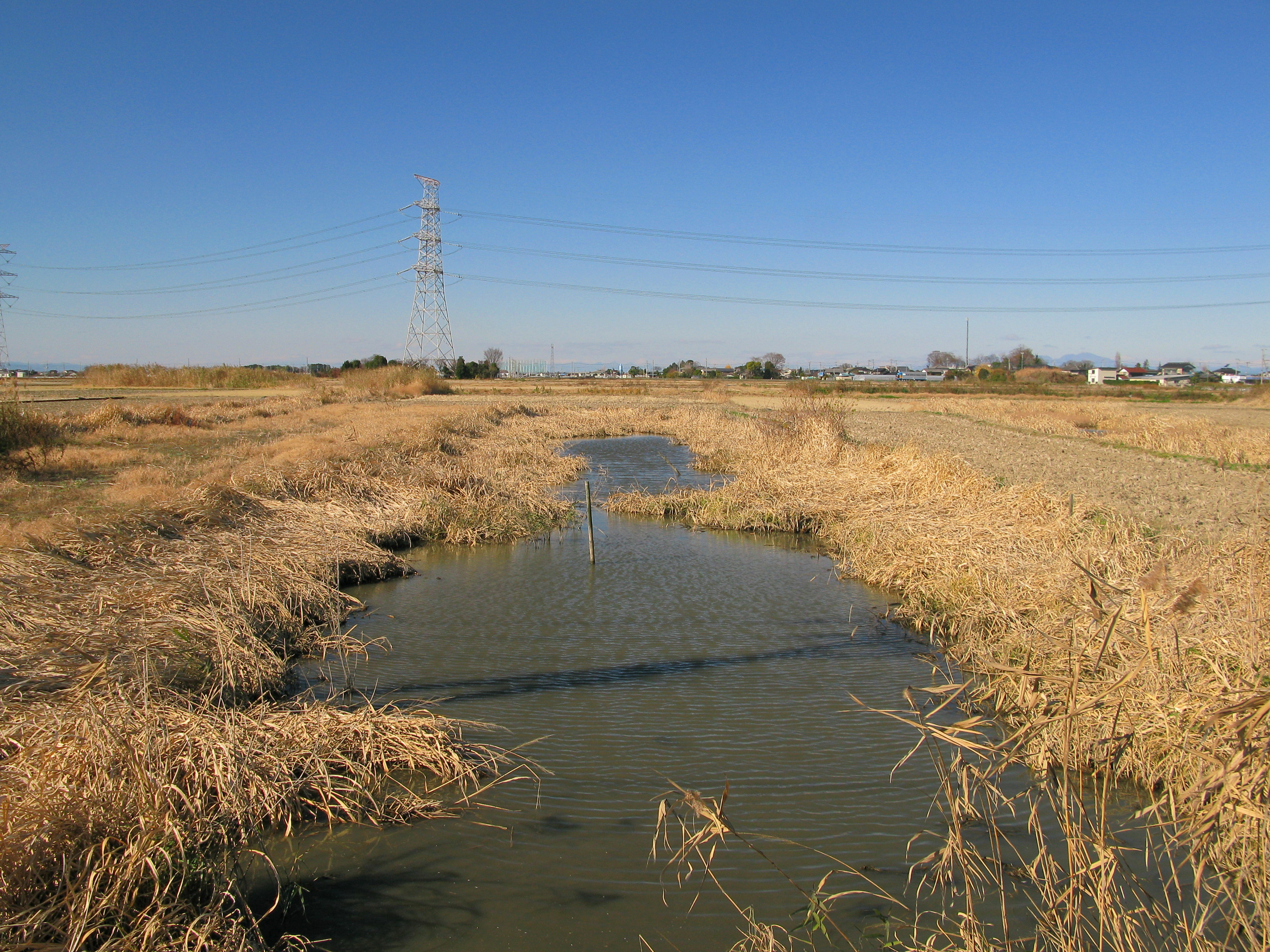
北辻沼の掘り潰れ

掘り上げ田（ほりあげた、ほりあげでん）は、低湿地における開田法の一種。
地域により呼称が異なり、堀上田（ホリアゲタ）、畝田（ウネタ）、浮田（ウキタ）、新起こし（シンオコシ）、掻上田（カキアゲタ）、堀田（ホリタ）などの呼称がある。

## 概要
掘り上げ田は干拓や埋め立てが困難な水面下あるいは地下水位が極めて高く水生植物が繁茂するような低湿地における開田法である。このような開墾技術は日本の低湿地帯で広く行われ、少なくとも14世紀中葉にまで遡ることができる。1794年（寛政6年）の大石久敬『地方凡例録』には「堀田」として説明があり、水田湿地において田の内部を掘上げ畔を立てて、その高みに稲作を行う方法としている。
水路（地域によりミヲ、掘潰れ（堀潰れ）、掘付（ほっつけ）などという）を掘削して田（耕作部分）の盛土を行うため、水田と水面が櫛状に並ぶ景観となる。冠水しやすく農作業に田舟などを用いることもあり農作業の労働効率は低い。
掘潰れなどと称される水路は水運にも利用されたほか漁場としても重要な役割を果たした。一方、時間の経過とともに掘り上げ田より土が掘潰れへと流れ堆積し、水路が浅くなるなどの弊害も起きる。そのため定期的に掘り潰れより掘り上げ田へと土を盛り直す作業（のろ上げ、ノロ上げ、ノロアゲなどと称する）が行われた。なお、掘り上げ田を開発する以前の湖沼・沼沢地には周辺からの水路が流入していることも多く、それらは「附廻堀」として掘り上げ田の造成時に併せて再整備されていることが多い。

## 各地の掘り上げ田
関東平野の堀上田（ホリアゲタ）、石川県の畝田（ウネタ）、静岡県沼津市浮島沼の新起こし（シンオコシ）、岐阜県木曽三川河口付近の堀田（ホリタ）などがある。なお、牛久沼周辺では岸辺に連続しているものを掻上田（カキアゲタ）、岸辺から隔てられた島状のものを浮田（ウキタ）といい区別した。
下記の掘り上げ田は過去に存在していたが、現存していないものを含む。

### 埼玉県
- 河原井沼（久喜市）
- 大浦沼（久喜市）
- 小林沼（久喜市）
- 栢間沼（久喜市）
- 神扇沼（幸手市）
- 大島新田（幸手市、北葛飾郡杉戸町）
- 屈巣沼（鴻巣市）
- 小針沼（埼玉沼）（行田市）
- 笠原沼（笠井沼）（南埼玉郡宮代町）
- 皿沼（白岡市）
- 北辻沼（加須市）
- 油井ヶ島沼（加須市）
- 大室沼（加須市）

### 群馬県
- 近藤沼（館林市）

### 茨城県
- 御所沼（古河市）

### 岐阜県
- 輪中（南部地域）

### 埼玉県関連
- 『第13回企画展 図録 河原井沼の開発』 旧久喜市公文書館ホームページ（2010年3月11日アーカイブ） - 国立国会図書館Web Archiving Project
- 掘上田（61ページ） (PDF)  - 幸手市ホームページ
- 『土地利用』 幸手の環境を学ぼう - 幸手市ホームページ
- 大島新田の開発と大島清兵衛 - 杉戸町ホームページ
- 『01笠原沼造成以前』 郷土資料館 - 宮代町ホームページ
- 『堀上げ田』 - 新しい村ホームページ
- 皿沼 - 白岡市ホームページ
- 掘上げ田 - 白岡市ホームページ
- 国土地理院 地図・空中写真閲覧サービス
  - 河原井沼（1949年12月7日撮影）
  - 河原井沼（1975年1月6日撮影）
  - 河原井沼（1990年11月1日撮影）
  - 大島新田（1948年4月2日撮影）
  - 大島新田（1961年6月3日撮影）
  - 大島新田（1975年1月6日撮影）
  - 大島新田（1990年11月1日撮影）

### 群馬県関連
- 先人の知恵に見る文化的景観 （2）谷田川流域 - 板倉町ホームページ
- 『水と暮らし』 - 館林市ホームページ

### 岐阜県関連
- 『NO.9 帆引新田 田畑普請願絵図』 - 岐阜県歴史資料館 岐阜県ホームページ